# 第8偵察隊
第8偵察隊（だいはちていさつたい、JGSDF 8th Reconnaissance Unit）は、陸上自衛隊北熊本駐屯地（熊本県熊本市北区）に駐屯する第8師団隷下の機甲科（偵察）部隊である。

## 概要
隊長は2等陸佐が充てられ、第8師団の情報収集専任部隊として第8師団の行動に必要な情報を偵察警戒車、軽装甲機動車や偵察用オートバイなどの車両や各種偵察用器材を使用して情報収集する任務にあたる。
熊本地震など災害発生時には、即座に現場へ急行し情報収集活動にあたる。

## 沿革
第8偵察中隊
- 1956年（昭和31年）
  - 1月25日：第8混成団第8偵察中隊が健軍駐屯地において編成。
  - 2月10日：第8偵察中隊が健軍駐屯地から熊本駐屯地へ移駐。
- 1957年（昭和32年）4月5日：第8偵察中隊が熊本駐屯地から北熊本駐屯地へ移駐。

第8偵察隊
- 1962年（昭和37年）8月15日：第8混成団の第8師団への改編に伴い、第8偵察中隊が第8偵察隊に改称。
- 2005年（平成17年）3月28日：後方支援体制変換に伴い、整備部門を第8後方支援連隊第2整備大隊偵察直接支援小隊へ移管。
- 2018年（平成30年）3月17日：空中機動を任務とする第4偵察小隊が新編[2]。

## 部隊編成
- 第8偵察隊本部
- 第8偵察隊本部付隊
- 電子偵察小隊
- 第1偵察小隊
- 第2偵察小隊
- 第3偵察小隊
- 第4偵察小隊

装備車両の部隊表示は全て「8偵」

## 整備支援部隊
- 第8後方支援連隊第2整備大隊偵察直接支援小隊「8後支-2-偵」（北熊本駐屯地）：2005年（平成17年）3月28日から

## 主要装備
- 87式偵察警戒車
- 軽装甲機動車
- 偵察用オートバイ
- 1/2tトラック / 73式小型トラック
- 1 1/2tトラック / 73式中型トラック
- 3 1/2tトラック / 73式大型トラック
- 89式5.56mm小銃